# Повстання у єврейських гето
Повстання в єврейських гетто — акції відкритого збройного опору нацистам у гето окупованих країн Європи й СРСР у період Другої світової війни. У ряді гетто існували підпільні організації, в деяких з них вдавалося накопичити холодну та вогнепальну зброю. Зазвичай повстання було пристосувано до чергової акції знищення або депортації в табори смерті. Найвідомішим і найдовшим стало повстання у Варшавському гетто, яке тривало цілий місяць. Німцям довелося застосувати проти повсталих танки, артилерію та авіацію. Всього таких повстань було кілька десятків. Тільки на окупованій території СРСР в 1942-43 роках відбулися близько 20 повстань у гетто.